# Rothenschirmbach
Rothenschirmbach is een plaats en voormalige gemeente in de Duitse deelstaat Saksen-Anhalt, en maakt deel uit van de Landkreis Mansfeld-Südharz.
Rothenschirmbach telt 638 inwoners.

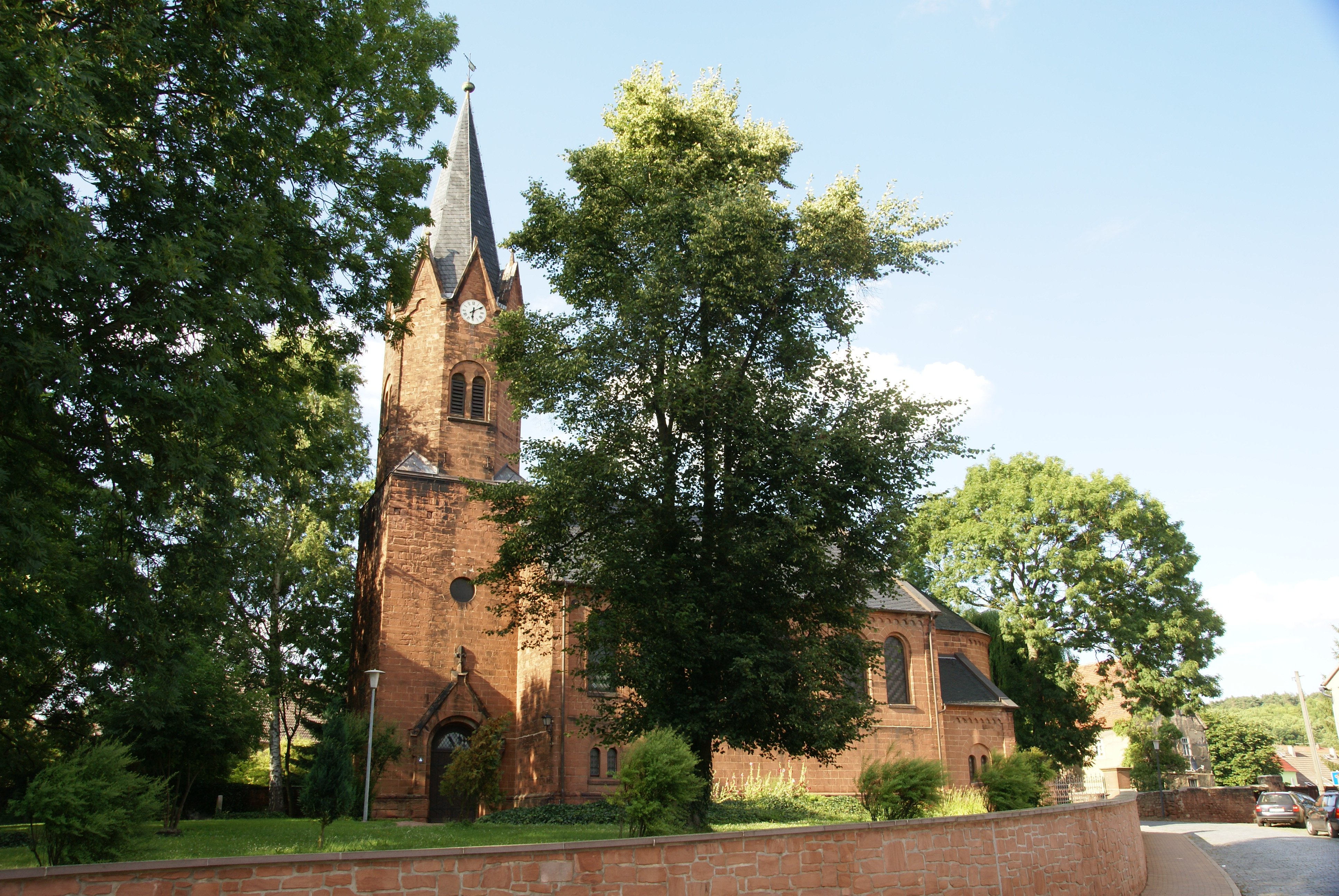
Dorpskerk
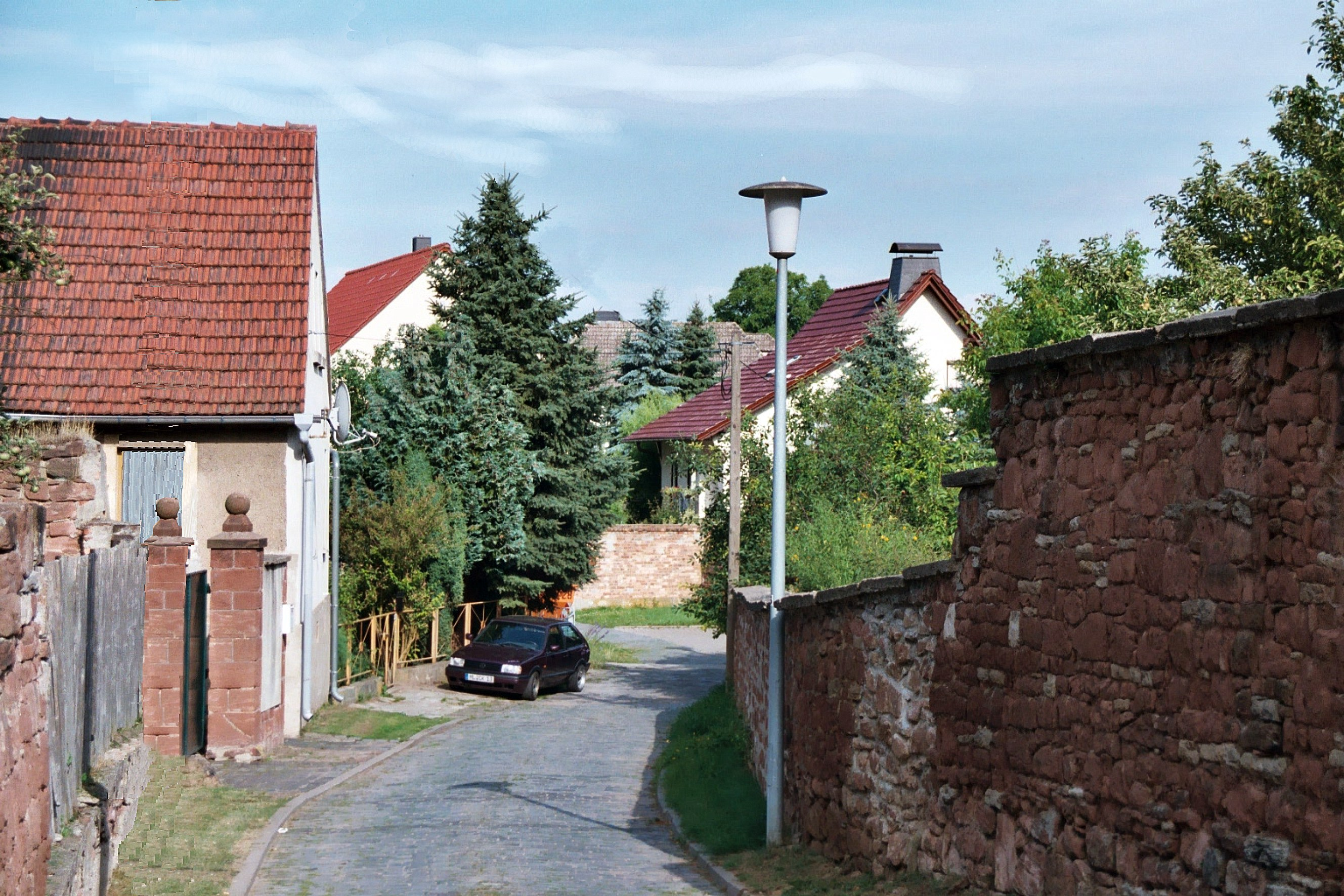
Dorpsstraat
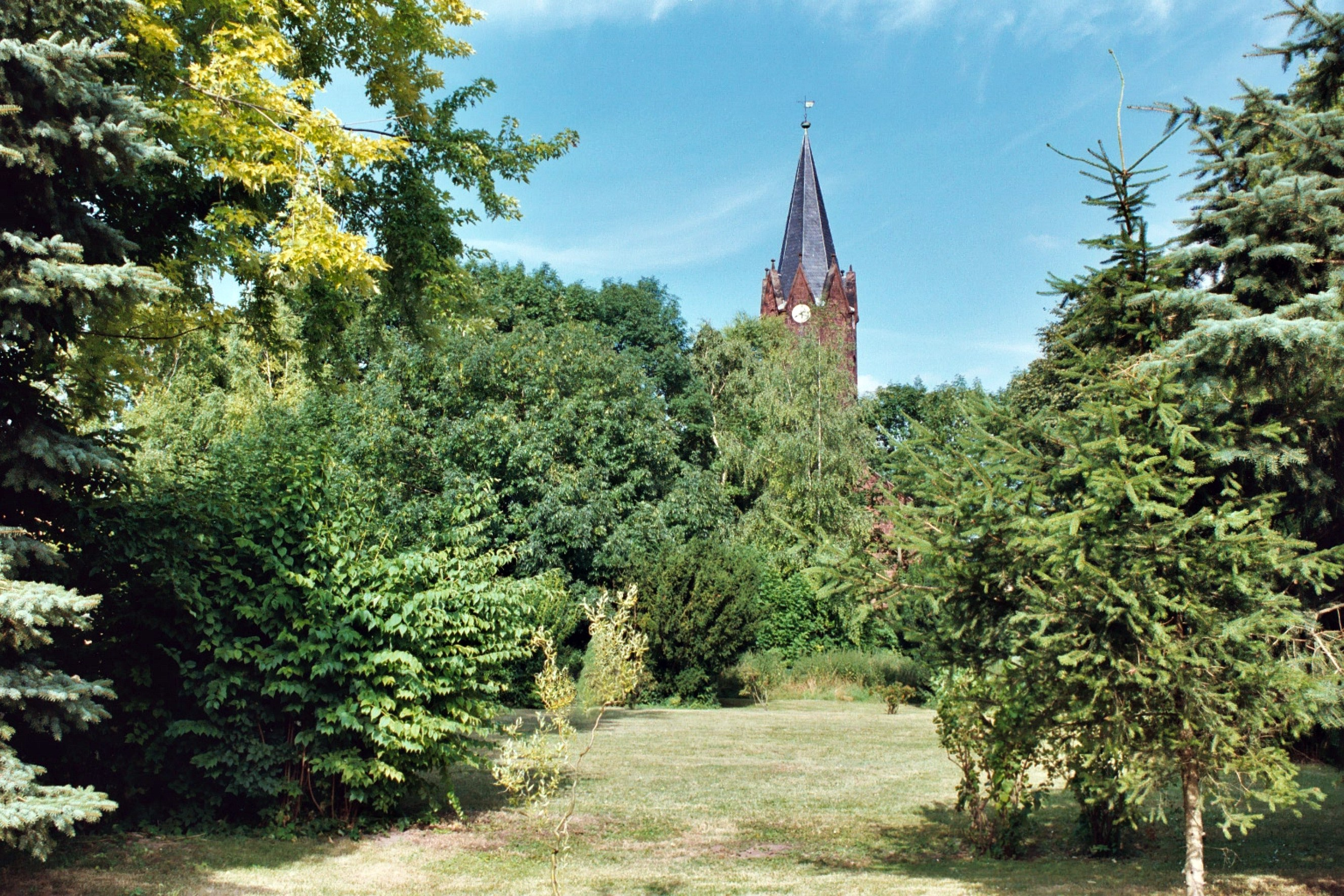
Park
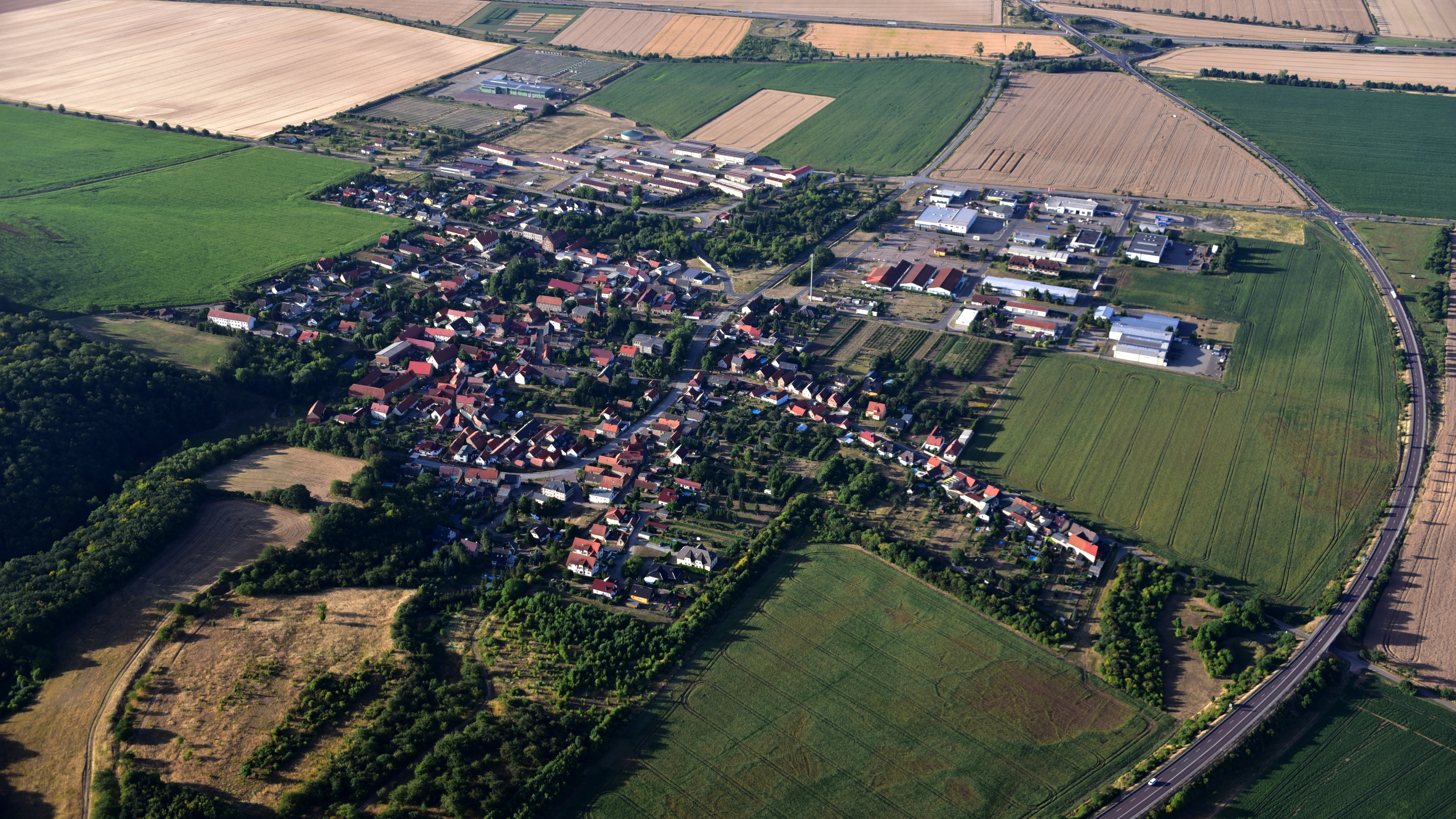
Luchtopname (2018)